# Microscop de forță atomică

Schema de funcționare a unui AFM

Microscopul de forță atomică (AFM, din engleză Atomic force microscopy) este un tip de microscop cu rezoluție foarte înaltă, sub un nanometru. Informația este preluată ca urmare a „atingerii” probei cu un element mecanic, precum piezoelectric. AFM permite determinarea proprietăților topografice, magnetice, chimice, optice și mecanice de la suprafața unei probe în aer, lichide sau la vid ultra-înalt.